# William Drake (1723-1796)
William Drake (1723-1796) est un homme politique britannique qui siège à la Chambre des communes pendant 50 ans entre 1746 et 1796, devenant par la suite père de la Chambre.

## Biographie
Il est le fils de Montague Garrard Drake (en), député de Shardeloes, dans le Buckinghamshire et de son épouse Isabella Marshall. Il est né le 12 mai 1723. Son père meurt quand il a cinq ans. Il fait ses études à la Westminster School en 1738. Il s'inscrit au Brasenose College d'Oxford le 2 octobre 1739, à l'âge de 16 ans, et obtient un DCL le 12 avril 1749.
La famille Drake contrôle les deux sièges à Amersham et, en 1746, il est élu député d'Amersham. À partir de ce moment-là, il est réélu à chaque élection jusqu'à sa mort .

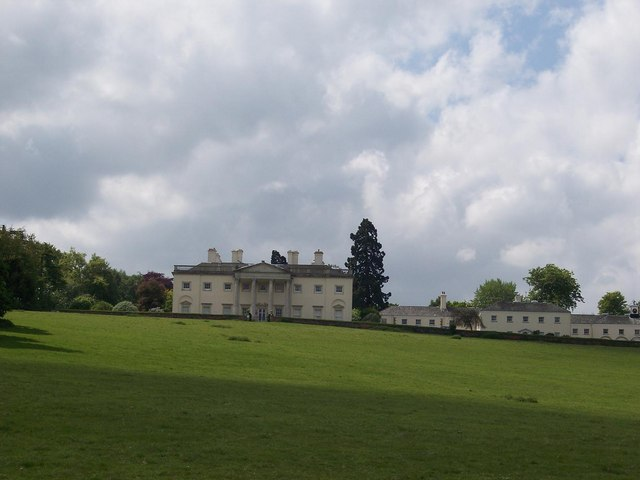
Shardeloes, Buckinghamshire

Entre 1758 et 1768, il reconstruit Shardeloes House dans le style palladien, en brique stuquée. L'architecte et le constructeur est Stiff Leadbetter et la décoration intérieure est de Robert Adam.
Il est décédé le 8 août 1796 . Il épouse Elizabeth Raworth, fille de John Raworth de Basinghall St., à Londres, le 9 février 1747 et a 5 fils et 3 filles. Son fils aîné, William Drake (1747-1795), est député d’Amersham à partir de 1768, mais il est décédé avant son père en 1795 . Shardeloes passe à son deuxième fils, Thomas Drake Tyrwhitt-Drake.